# Brachyodes
Brachyodes es un  género de coleópteros adéfagos de la familia Carabidae.

## Especies
Comprende las siguientes especies:
- Brachyodes peguensis Bates, 1892
- Brachyodes subolivaceus LaFerte-Senectre, 1851
- Brachyodes virens Wiedemann, 1823